# Justitsministeriet
Das Justitsministeriet ist das Justizministerium des Königreichs Dänemark. Es hat seinen Sitz an der Slotsholmsgade in der Hauptstadt Kopenhagen und wird seit dem 27. Juni 2019 von Nick Hækkerup (Socialdemokraterne) im Kabinett Frederiksen I geleitet. Sein Aufgabenbereich liegt im Justizwesen allgemein, im Familienrecht, im Strafrecht, im Zivilrecht, im Datenschutz und in der Regelung der dänischen Staatsangehörigkeit. Des Weiteren hat es ähnlich wie das Eidgenössische Justiz- und Polizeidepartement in der Schweiz die Aufsicht über die dänische Polizei, den Inlandsgeheimdienst Politiets Efterretningstjeneste und Direktoratet for Kriminalforsorgen (Dänischer Justizvollzug). Gegründet wurde das Ministerium 1848.